# Bjølstadmo
Bjølstad este o localitate din comuna Sel, provincia Oppland, Norvegia, cu o suprafață de 0,5 km² și o populație de 394 locuitori (2013).